# Parcines
Parcines es una localidad y comune italiana de la provincia de Bolzano, región de Trentino-Alto Adigio, con 3.345 habitantes.

## Evolución demográfica
| Gráfica de evolución demográfica de Parcines entre 1861 y 2001 |
|                                                                |
| Fuente ISTAT - elaboración gráfica de Wikipedia                |